# دندمة

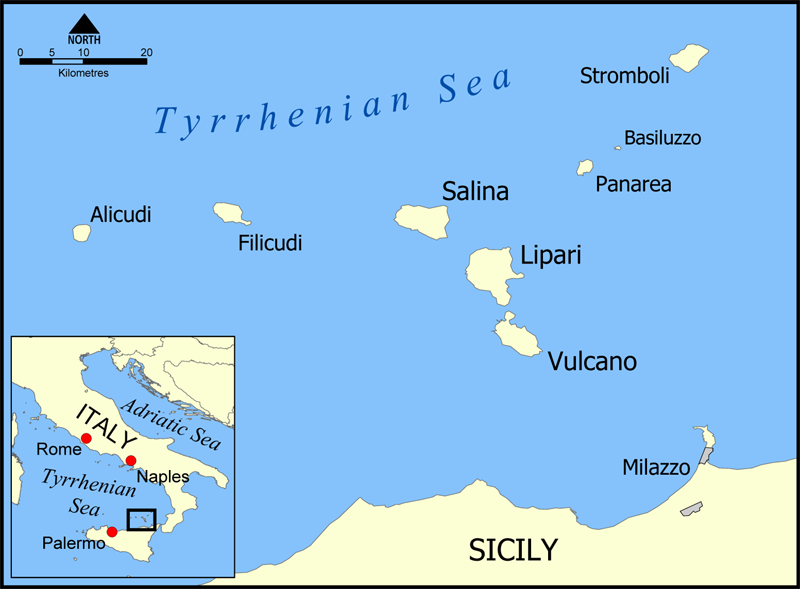
جزر الإيولة.

جزيرة دندمة أو سلينة هي إحدى جزر الإيولية شمال صقلية جنوب إيطاليا، وهي الجزيرة الثانية من حيث الكبر في الأرخبيل.